# Bisbat de Pontoise
El bisbat de Pontoise (francès: Diocèse de Pontoise, llatí: Dioecesis Pontisarensis) és una seu de l'Església Catòlica a França, sufragània de l'arquebisbat de París. Al 2013 tenia 860.600 batejats sobre una població de 1.185.379 habitants. Actualment està regida pel bisbe Stanislas Lalanne.

## Territori
La diòcesi comprèn el departament francès de Val-d'Oise.
La seu episcopal és la ciutat de Pontoise, on es troba la catedral de Sant Maclovi. A Argenteuil es troba la basílica menor de Sant Dionís.
El territori s'estén sobre 1.246 km², i està dividit en 194 parròquies, agrupades en 5 vicariats: Nord-Est, Centre, Sud-Est, Cergy-Pontoise i Pays du Vexin.

## Història
La diòcesi va ser erigida 9 d'octubre de 1966 amb la butlla Qui volente Deo del Papa Pau VI, amb territori desmembrat de la diòcesi de Versalles. La diòcesi, sufragània de l'arxidiòcesi de París, cobreix el territori del departament de la Vall de l'Oise, creat pel Govern francès amb la llei de 10 de juliol de 1964 i inclou la part nord de l'antic departament de Seine-et-Oise.
La catedral és l'antiga església de San Maclovi, construïda en estil gòtic a mitjans del segle xii.

## Cronologia episcopal
- André Rousset † (9 d'octubre de 1966 - 19 de novembre de 1988 renuncià)
- Thierry Romain Camille Jordan (19 de novembre de 1988 - 20 de juliol de 1999 nomenat arquebisbe de Reims)
- Hervé Jean Luc Renaudin † (30 de novembre de 2000 - 18 de gener de 2003 mort)
- Jean-Yves Riocreux (5 de maig de 2003 - 15 de juny de 2012 nomenat bisbe de Basse-Terre)
- Stanislas Lalanne, dal 31 de gener de 2013

## Estadístiques
A finals del 2013, la diòcesi tenia 860.600 batejats sobre una població de 1.185.379 persones, equivalent al 72,6% del total.
| any  | població | població  | població | sacerdots | sacerdots       | sacerdots       | sacerdots             | diaques | religiosos | religiosos | parròquies |
| ---- | -------- | --------- | -------- | --------- | --------------- | --------------- | --------------------- | ------- | ---------- | ---------- | ---------- |
| any  | batejats | total     | %        | total     | clergat secular | clergat regular | batejats por sacerdot | diaques | homes      | dones      |            |
| 1970 | ?        | 750.000   | ?        | 354       | 275             | 79              | ?                     |         | 79         | 488        | 205        |
| 1980 | 600.000  | 902.000   | 66,5     | 246       | 159             | 87              | 2.439                 | 1       | 91         | 432        | 206        |
| 1990 | 800.000  | 1.004.000 | 79,7     | 216       | 128             | 88              | 3.703                 | 7       | 101        | 388        | 205        |
| 1999 | 829.000  | 1.115.000 | 74,3     | 178       | 100             | 78              | 4.657                 | 13      | 110        | 336        | 194        |
| 2000 | 820.000  | 1.115.001 | 73,5     | 168       | 90              | 78              | 4.880                 | 13      | 110        | 336        | 194        |
| 2001 | 820.000  | 1.103.801 | 74,3     | 163       | 93              | 70              | 5.030                 | 14      | 101        | 273        | 194        |
| 2002 | 829.000  | 1.103.800 | 75,1     | 171       | 95              | 76              | 4.847                 | 15      | 98         | 270        | 194        |
| 2003 | 829.000  | 1.103.801 | 75,1     | 167       | 93              | 74              | 4.964                 | 17      | 93         | 260        | 194        |
| 2004 | 829.000  | 1.103.801 | 75,1     | 164       | 87              | 77              | 5.054                 | 21      | 96         | 244        | 194        |
| 2013 | 860.600  | 1.185.379 | 72,6     | 184       | 116             | 68              | 4.677                 | 27      | 83         | 116        | 194        |

## Galeria d'imatges

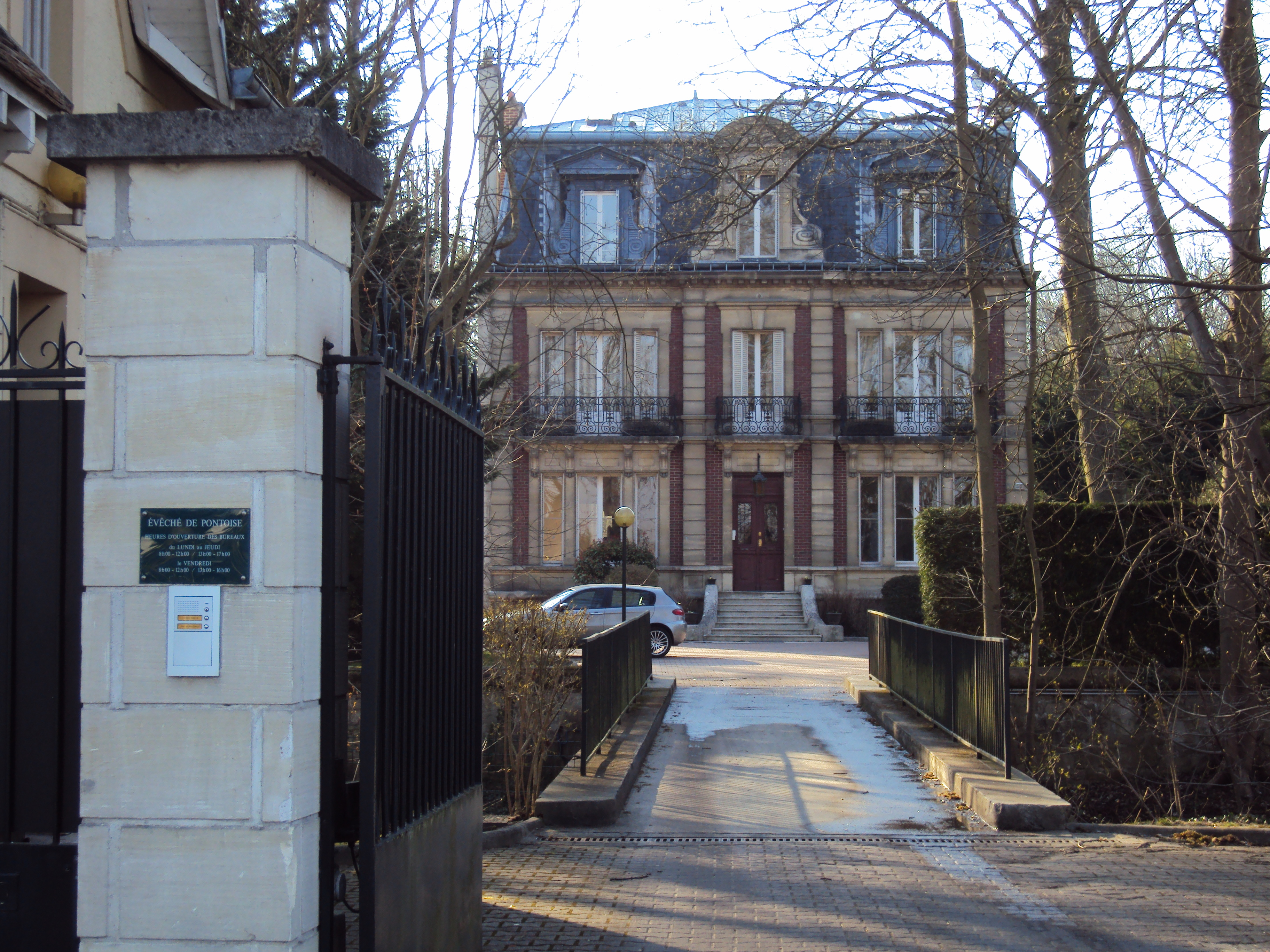
Palau episcopal diocesà
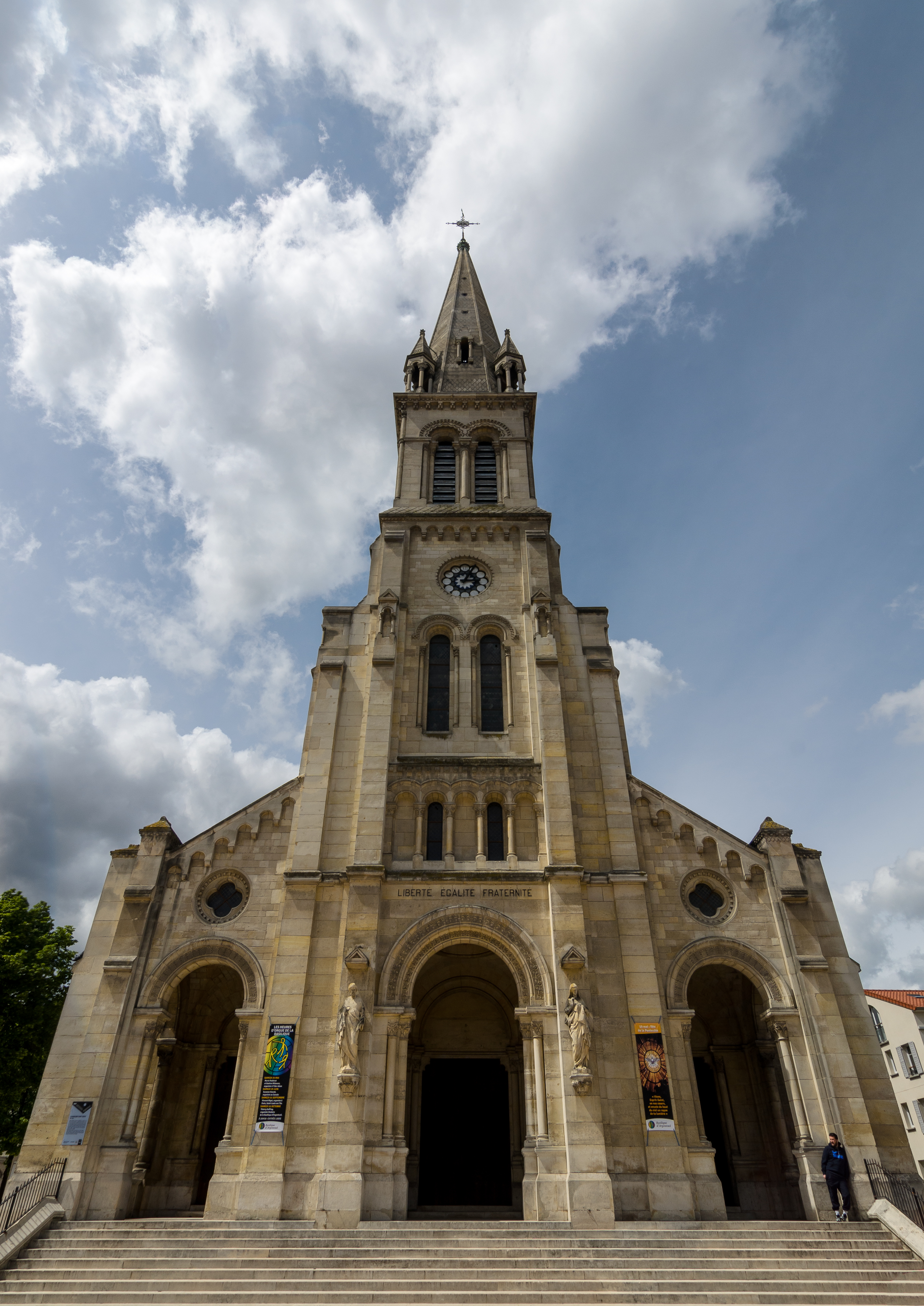
La basílica menor de Sant Dionís a Argenteuil.
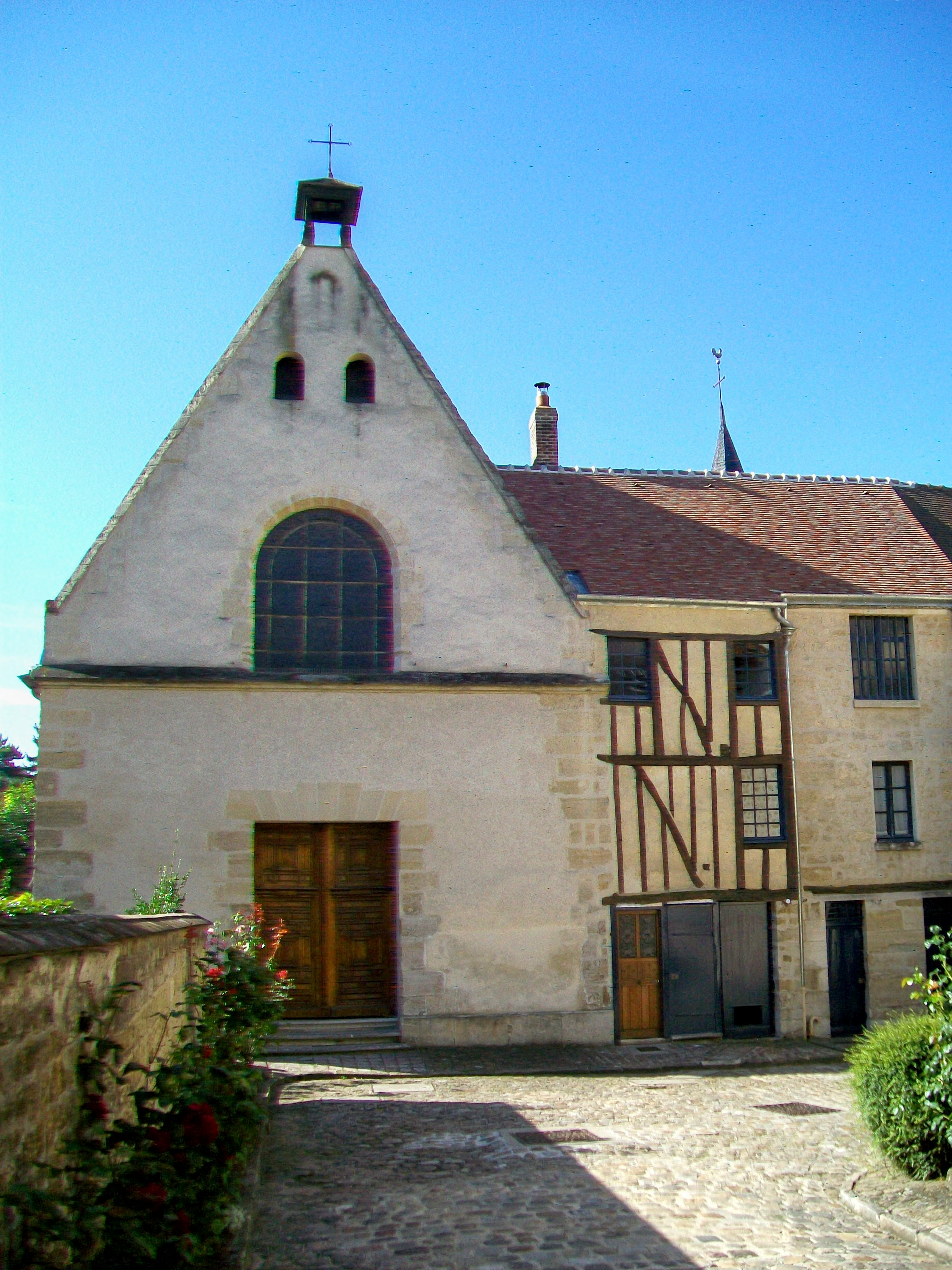
L'església del carmel de Pontoise, consagrada el 1610.